# 图利奥·贡内利
图利奥·贡内利（義大利語：Tullio Gonnelli，1912年11月21日—2005年1月12日），意大利男子田径运动员，主攻短跑。他曾代表意大利参加1936年夏季奥林匹克运动会田径比赛，获得男子4×100米接力银牌。